# 帕多嶺

帕多嶺（英語：Pardo Ridge）是南極洲的山嶺，位於南奧克尼群島的象島，海拔高度852米，由英國探險隊繪入地圖，現時由南極條約體系管理。
61°07′30″S 54°53′00″W / 61.12500°S 54.88333°W